# Roucheria columbiana
Roucheria columbiana är en linväxtart som beskrevs av Hallier f.. Roucheria columbiana ingår i släktet Roucheria och familjen linväxter. Inga underarter finns listade i Catalogue of Life.